# 大橋歩
大橋 歩（おおはし あゆみ、1940年6月16日 - ）は、日本のイラストレーター、デザイナー。週刊「平凡パンチ」の表紙のイラストを創刊号から担当したことで知られる。本名、石井久美子。夫は彫刻作家の石井厚生。

## 来歴
三重県津市出身。三重県立四日市高等学校卒業。1959年、多摩美術大学絵画科油絵専攻入学。大学3年生の時、河原淳のゼミナールに入る。
1963年、イラストレーターを目指していた大橋は、大学4年生の時に同級生の紹介でヴァンヂャケットにデザイン画を持ち込む。そのとき会ったのが石津謙介の長男で企画部長の石津祥介で、その場で「メンズクラブ」のイラストを依頼される。1964年1月、「メンクラ」3ページに初めてイラストが掲載される。その数日後、平凡出版（現 株式会社マガジンハウス）の清水達夫より電話をしてくるようにとの電報を受け取り、絵を持参して訪問、小説の挿絵を依頼される。そして清水の依頼で、1964年4月末日発売の「平凡パンチ」5月11日創刊号より表紙を担当することになる。この時、男性週刊誌であるので男のような名前にするように言われ、「大橋歩」のペンネームがついた。表紙のイラストは1971年12月27日号の390号まで担当。目次には毎号コラムを掲載していた。1964年3月、多摩美術大学絵画科油絵専攻卒業。
1998年、愛媛県松山市で銅版画の個展「君だけ好き」を開く。「君だけ好き」は翌1999年、東京都青山の画廊スペースユイでも開かれ、『イラストレーション』（玄光社）11月号に特集記事が組まれた。作品の評判は小説家の村上春樹の耳に届き、『anan』の編集長から「玄光社の『イラストレーション』に出ていた版画を見せてもらいたい」という電話が入る。実際の版画を見た村上は大橋にイラストレーションを依頼し、『anan』連載コラム「村上ラヂオ」の挿絵に使われることが決まった。2000年3月17日号から連載開始。同コラムはのちに大橋の挿絵と共に、『村上ラヂオ』、『おおきなかぶ、むずかしいアボカド 村上ラヂオ2』、『サラダ好きのライオン 村上ラヂオ3』の3冊の書籍にまとめられた。
2002年10月、企画から取材や編集までのすべてを自身ひとりで手がけた季刊雑誌「Arne（アルネ）」を創刊。創刊号は3000部。5号から初版3万部を発行。そのひと月後には1万部増刷というペースで多くの愛読者を得る。10号（2004年12月15日発行）では「村上春樹さんのおうちへ伺いました。」という10ページにわたる特集記事を組み、話題となった。2009年12月15日発行の30号で同誌を終了させた。
2010年、年2回刊の雑誌「大人のおしゃれ」を創刊。本業の傍ら、書籍（エッセイを含む）も多数出版している。

## 主な展覧会
- 「大橋歩イラストレーション展『歩のあゆみ』」（クリエイションギャラリーG8、ガーディアン・ガーデン、2006年10月30日 - 11月24日）[10]
- 「大橋歩展　平凡パンチからアルネまで アート・ファッション・ライフスタイル 1964年〜2009年」（三重県立美術館、2009年）[11]
- 「特集展示　大橋歩 - Fashion as Life/ Life as Fashion -展」（三重県立美術館、2011年）[11]
- 「サラダ好きのライオン 村上ラヂオ3／村上春樹 著 大橋歩 挿絵版画展」（福岡市・TAGSTA、2012年11月8日 - 11月17日）[12]
- 「村上ラヂオ1、2、3／村上春樹 著 大橋歩 挿絵版画展」（阪急うめだ本店、2013年1月9日 - 1月15日）[13]
- 「イラストレーター・大橋歩 展 〜仕事から暮らしまで〜 in代官山 蔦屋書店」（代官山蔦屋書店、2013年11月6日 - 12月5日）[14]
- 「大橋歩の想像力　Imagination from/into/beyond Words」（三重県立美術館、2014年1月4日 - 2月16日）[11][15]
- 「企画展　村上春樹とイラストレーター　佐々木マキ、大橋歩、和田誠、安西水丸」 （東京都練馬区、ちひろ美術館、2016年5月25日 - 8月7日）[16]

## 主な著作
- 『トマトジュース』 講談社（1972年5月18日） ※初エッセイ集
- 『さよならさんかくまたきてしかく』 大和書房（1976年） ※初創作集
- 『大橋歩の生活術』 マガジンハウス（2001年6月）
- 『まじめな生活』 大和書房（2002年5月）
- 『大好きだるまー』 大和書房（2003年1月）
- 『おいしい おいしい』 集英社（2005年5月20日）文庫
- 『日々が大切』 集英社（2005年12月）※雑誌「LEE」の超人気連載コラムの単行本化。
- 『大橋歩コレクション 1〜9』 マガジンハウス（2005年）
- 『家で食べるごはんが一番 アルネのかんたん料理』 イオグラフィック（2007年5月15日）
- 『家で食べるごはんが一番 アルネのかんたん料理 2』 アルネBooks（2010年6月15日）

## 出演CM
- 日本国有鉄道「DISCOVER JAPAN」キャンペーン